# Свети Илия (Нивичино)
Вижте пояснителната страница за други значения на Свети Илия.
„Свети Илия“ (на македонска литературна норма: „Свети Илија“) е възрожденска православна църква в напуснатото струмишкото село Нивичино, Северна Македония. Част е от Струмишката епархия на Македонската православна църква – Охридска архиепископия.
Църквата е от XIX век. Ценни икони от църквата са в Струмишката галерия за икони.